# 雷洪金
雷洪金（1959年9月—），男，汉族，四川简阳人，中华人民共和国地方官员。省委党校在职研究生学历。
第十一届全国人大代表，四川省第九次党代会代表，第九届四川省委委员，四川省第十一届人大代表。

## 生平
1981年8月参加工作。1984年11月加入中国共产党。历任简阳县城关中学团委书记、共青团简阳县委副书记、书记，共青团内江市委副书记、市青联副主席，共青团内江市委书记，隆昌县委副书记（正县级），内江市东兴区委书记，内江市人民政府市长助理、市经济开发区管委会主任，内江市人民政府副市长，内江市委常委，凉山州委副书记、常务副州长，巴中市委副书记、市人民政府常务副市长、代理市长、市长，自贡市委副书记、市人民政府党组书记、代理市长、市长，自贡市委书记。
雷洪金任四川省交通投资集团党委书记、董事长时接审查调。
2019年10月15日，中纪委网站宣布其涉嫌严重违纪违法，接受纪律审查和监察调查。2020年10月16日，遭到开除党籍、开除公职处分。同年12月11日，雅安市中级人民法院以受贿罪判处雷洪金有期徒刑11年6个月，并科罚金100万人民币元，没收不法所得。